# Реконвалесценція
Реконвалесце́нція, те саме, що оду́жання (англ. convalescence) — поступове відновлення здоров'я та сил після хвороби чи травм. Це стосується того, коли пацієнт одужує і повертається до попереднього здоров'я, але може у випадку інфекційної хвороби продовжувати бути джерелом інфекції для інших людей.
Одужання характеризується насамперед різною тривалістю. Наприклад, наслідки, що настають від значних втрат крові в периферійних областях тіла (кінцівках), усуваються порівняно легко і скоро, інсульт же зумовлює період одужання, що триває нерідко кілька місяців. Одужання після тяжкої хвороби, як, наприклад, тяжкої пневмонії, настає іноді за кілька днів, тоді як порівняно безпечний гастрит може потребувати кілька місяців для відновлення нормального травлення і харчування. Із закінченням типової форми черевного тифу реконвалесценція проходить 2-3 місяці. Після хірургічних хвороб або великих операцій період одужання, часто дуже тривалий, зумовлює перебіг тих місцевих процесів, які лежать в основі хворобливого процесу або результатів операції.